# Floortje Mackaij
Floortje Mackaij (Woerden, 18 d'octubre de 1995) és una ciclista neerlandesa professional des del 2013 i actualment a l'equip Movistar Team.

## Palmarès
- 2013
  -  Campiona dels Països Baixos júnior en contrarellotge
- 2014
  - 1a a la Parel van de Veluwe
- 2015
  - 1a a la Gant-Wevelgem
  - Vencedora d'una etapa a la Volta a Bèlgica
  - Vencedora d'una etapa al Gran Premi Elsy Jacobs
- 2017
  -  Campiona del món en contrarellotge per equips
- 2018
  - 1a a l'Omloop van de Westhoek
  - Vencedora de dues etapes al Tour de Feminin-O cenu Českého Švýcarska
- 2021
  - 1a a Trophée des Grimpeuses i vencedora d'una etapa
- 2023
  - Volta a la Comunitat Valenciana Fèmines

### Resultats a les Grans Voltes

#### Giro d'Itàlia
- 2015 : 52a
- 2017 : 39a
- 2019 : 39a
- 2020 : 25a
- 2021 : 23a
- 2023 : 41a

#### Tour de França
- 2023 : 65a
- 2024 : 52a